# Ям-Тьосовське сільське поселення
Ям–Тьосовське сільське поселення — муніципальне утворення у складі Лузького району, Російської Федерації. Адміністративний центр — присілок Ям–Тьосово.

## Географія
Територія поселення розташована в південній частині Ленінградської області. Клімат помірно–континентальний, найтепліший у районі. Навколо населених пунктів багато хвойних лісів та озер, що сприяє розвитку туризму.

## Населення
| 2006  | 2010  | 2011  | 2012  | 2013  | 2014  | 2015  |
| ----- | ----- | ----- | ----- | ----- | ----- | ----- |
| 3500  | ↘3428 | ↘3414 | ↘3359 | ↘3305 | ↘3255 | ↗3259 |
| 2016  | 2017  | 2018  | 2019  | 2020  |       |       |
| ↘3217 | ↘3177 | ↘3116 | ↘3068 | ↘3006 |       |       |

## Склад
До складу поселення входять такі населені пункти:
| №  | Населений пункт  | Оригінальна назва | Тип населеного пункту            | Населення |
| -- | ---------------- | ----------------- | -------------------------------- | --------- |
| 1  | Бережок          | Бережок           | присілок                         |           |
| 2  | Великі Березниці | Большие Березницы | присілок                         |           |
| 3  | Бор              | Бор               | присілок                         |           |
| 4  | Бутково          | Бутково           | присілок                         |           |
| 5  | Волкіно          | Волкино           | присілок                         |           |
| 6  | Волосково        | Волосково         | присілок                         |           |
| 7  | Вяжищі           | Вяжищи            | присілок                         |           |
| 8  | Горині           | Горыни            | присілок                         |           |
| 9  | Донець           | Донец             | присілок                         |           |
| 10 | Жерядкі          | Жерядки           | присілок                         |           |
| 11 | Жиле Ридно       | Жилое Рыдно       | присілок                         |           |
| 12 | Загір′є          | Загорье           | присілок                         |           |
| 13 | Замежжя          | Замежье           | присілок                         |           |
| 14 | Замостьє         | Замостье          | присілок                         |           |
| 15 | Запередолля      | Запередолье       | присілок                         |           |
| 16 | Запілля          | Заполье           | присілок                         |           |
| 17 | Заруччя          | Заручье           | присілок                         |           |
| 18 | Заслухов′є       | Заслуховье        | присілок                         |           |
| 19 | Кіпіно           | Кипино            | присілок                         |           |
| 20 | Клуколово        | Клуколово         | присілок                         |           |
| 21 | Клюкошиці        | Клюкошицы         | присілок                         |           |
| 22 | Корешно          | Корешно           | присілок                         |           |
| 23 | Куболово         | Куболово          | присілок                         |           |
| 24 | Курсько          | Курско            | присілок                         |           |
| 25 | Лазарєво         | Лазарево          | присілок                         |           |
| 26 | Любище           | Любище            | присілок                         |           |
| 27 | Лютка            | Лютка             | присілок                         |           |
| 28 | Милодеж          | Милодеж           | присілок                         |           |
| 29 | Моровіно         | Моровино          | присілок                         |           |
| 30 | Надбєльє         | Надбелье          | присілок                         |           |
| 31 | Нікулкіно        | Никулкино         | присілок                         |           |
| 32 | Нове Березно     | Новое Березно     | присілок                         |           |
| 33 | Паншино          | Паншино           | присілок                         |           |
| 34 | Пєчково          | Печково           | присілок                         |           |
| 35 | Піщі             | Пищи              | присілок                         |           |
| 36 | Піддуб′є         | Поддубье          | присілок                         |           |
| 37 | Приозерний       | Приозёрный        | селище                           |           |
| 38 | Пристань         | Пристань          | присілок                         |           |
| 39 | Савлово          | Савлово           | присілок                         |           |
| 40 | Туховежі         | Туховежи          | присілок                         |           |
| 41 | Усадищі          | Усадищи           | присілок                         |           |
| 42 | Ушниці           | Ушницы            | присілок                         |           |
| 43 | Філіповичі       | Филипповичи       | присілок                         |           |
| 44 | Фральово         | Фралёво           | присілок                         |           |
| 45 | Хомировичі       | Хомировичи        | присілок                         |           |
| 46 | Чолово           | Чолово            | присілок                         |           |
| 47 | Чолово           | Чолово            | селище                           |           |
| 48 | Щупоголово       | Щупоголово        | присілок                         |           |
| 49 | Ям–Тьосово       | Ям–Тёсово         | присілок, адміністративний центр |           |

## Транспорт
Через територію поселення проходять автошлях федерального значення Р 41 — Луга — Павлово (41,8 км) і автошлях регіонального значення Оредеж — Чолово, Оредеж — Туховежі (38,9 км).
Територією поселення пролягає залізнична магістраль Вітебського відділення Жовтневої залізниці. Щоденно проходять приміські потяги за напрямком Санкт–Петербург — Оредеж із зупинкою на станції Чолово. Потяги дальнього сполучення у Вітебському напрямку проходять через станцію Чолово без зупинок.